# Перша хорватська футбольна ліга 2011–2012
Сезон 2011-12 у Першій хорватській футбольній лізі — футбольне змагання у найвищому дивізіоні чемпіонату Хорватії, що проходило між 23 липня 2011 року та 12 травня 2012 року. Став 21-м сезоном з моменту заснування турніру та третім поспіль турніром, участь у якому брали відразу 16 команд. З наступного сезону кількість команд-учасниць змагань у вищому хорватському футбольному дивізіоні скорочувалася до 12, тож передачалося, що відразу п'ять найгірших команд сезону 2011-12 понизяться у класі до Другої ліги, а їм на заміну підвищення у класі отримає лише чемпіон другого за силою дивізіону. Втім, оскільки ані чемпіон, ані віце-чемпіон Другої ліги не змогли отримати ліцензію Хорватського футбольного союзу, необхідну для виступів у Першій лізі, пониження у класі отримали лише чотири команди, решта 12 стали учасниками розіграшу Першої ліги сезону 2012-13.
Переможцем турніру стало загребське «Динамо», яке здобуло свій сьомий поспіль чемпіонський титул та стало загалом 14-разовим чемпіоном Хорватії.
| Чемпіон Хорватії 2011/2012   |
| ---------------------------- |
| «Динамо» (Загреб) 14-й титул |

## Турнірна таблиця
| М   | Клуб            | І  | В  | Н  | П  | М+ | М- | О  | Кваліфікація/пониженні в класі |
| --- | --------------- | -- | -- | -- | -- | -- | -- | -- | ------------------------------ |
| 1.  | «Динамо» З      | 30 | 23 | 6  | 1  | 73 | 11 | 75 | Ліга чемпіонів УЄФА            |
| 2.  | «Хайдук»        | 30 | 16 | 6  | 8  | 50 | 24 | 54 | Ліга Європи УЄФА               |
| 3.  | «Славен Белупо» | 30 | 14 | 10 | 6  | 41 | 27 | 52 | Ліга Європи УЄФА               |
| 4.  | «Спліт»         | 30 | 14 | 8  | 8  | 43 | 32 | 50 |                                |
| 5.  | «Цибалія»       | 30 | 13 | 6  | 11 | 35 | 35 | 45 |                                |
| 6.  | «Загреб»        | 30 | 13 | 6  | 11 | 36 | 42 | 45 |                                |
| 7.  | «Локомотива»    | 30 | 12 | 8  | 10 | 33 | 33 | 44 |                                |
| 8.  | «Осієк»         | 30 | 11 | 10 | 9  | 45 | 38 | 43 | Ліга Європи УЄФА               |
| 9.  | «Істра 1961»    | 30 | 11 | 9  | 10 | 35 | 33 | 42 |                                |
| 10. | «Задар»         | 30 | 11 | 7  | 12 | 29 | 44 | 40 |                                |
| 11. | «Інтер» З       | 30 | 11 | 5  | 14 | 33 | 33 | 38 |                                |
| 12. | «Рієка»         | 30 | 9  | 11 | 10 | 29 | 29 | 38 |                                |
| 13. | «Лучко»         | 30 | 6  | 13 | 11 | 29 | 36 | 31 | Друга ліга                     |
| 14. | «Шибеник»       | 30 | 6  | 9  | 15 | 27 | 39 | 27 | Друга ліга                     |
| 15. | «Карловац»      | 30 | 6  | 7  | 18 | 25 | 53 | 24 | Друга ліга                     |
| 16. | «Вараждин»      | 30 | 2  | 3  | 25 | 16 | 70 | 8  | регіональна ліга               |

## Результати матчів
| 1-й тур, 23 липня 2011.   |     |
| «Динамо» З — «Інтер» З    | 2:0 |
| «Цибалія» — «Спліт»       | 2:1 |
| «Сл. Белупо» — «Загреб»   | 1:0 |
| «Карловац» — «Істра»      | 2:1 |
| «Осієк» — «Рієка»         | 1:1 |
| «Лучко» — «Задар»         | 1:1 |
| «Хайдук» — «Шибеник»      | 2:1 |
| «Вараждин» — «Локомотива» | 0:2 |

| 2-й тур, 30 липня 2011.  |     |
| «Інтер» З — «Локомотива» | 1:1 |
| «Шибеник» — «Вараждин»   | 1:0 |
| «Задар» — «Хайдук»       | 1:0 |
| «Загреб» — «Карловац»    | 3:0 |
| «Рієка» — «Лучко»        | 1:0 |
| «Істра» — «Осієк»        | 0:1 |
| «Спліт» — «Сл. Белупо»   | 1:1 |
| «Динамо» З — «Цибалія»   | 2:0 |

| 3-й тур, 06 серпня 2011.  |     |
| «Цибалія» — «Інтер» З     | 0:1 |
| «Сл. Белупо» — «Динамо» З | 0:2 |
| «Карловац» — «Спліт»      | 1:3 |
| «Осієк» — «Загреб»        | 4:0 |
| «Лучко» — «Істра»         | 0:2 |
| «Хайдук» — «Рієка»        | 2:1 |
| «Вараждин» — «Задар»      | 1:2 |
| «Локомотива» — «Шибеник»  | 2:0 |

| 4-й тур, 13 серпня 2011. |     |
| «Інтер» З — «Шибеник»    | 2:0 |
| «Задар» — «Локомотива»   | 0:3 |
| «Рієка» — «Вараждин»     | 2:0 |
| «Істра» — «Хайдук»       | 0:3 |
| «Загреб» — «Лучко»       | 1:0 |
| «Спліт» — «Осієк»        | 2:2 |
| «Динамо» З — «Карловац»  | 5:0 |
| «Цибалія» — «Сл. Белупо» | 1:4 |

| 5-й тур, 20 серпня 2011. |     |
| «Сл. Белупо» — «Інтер» З | 3:2 |
| «Карловац» — «Цибалія»   | 2:2 |
| «Осієк» — «Динамо» З     | 0:4 |
| «Лучко» — «Спліт»        | 1:2 |
| «Хайдук» — «Загреб»      | 4:0 |
| «Вараждин» — «Істра»     | 2:2 |
| «Локомотива» — «Рієка»   | 0:0 |
| «Шибеник» — «Задар»      | 1:1 |

| 6-й тур, 27 серпня 2011.  |     |
| «Інтер» З — «Задар»       | 2:0 |
| «Рієка» — «Шибеник»       | 1:0 |
| «Істра» — «Локомотива»    | 2:1 |
| «Загреб» — «Вараждин»     | 1:0 |
| «Спліт» — «Хайдук»        | 1:1 |
| «Динамо» З — «Лучко»      | 1:0 |
| «Цибалія» — «Осієк»       | 0:1 |
| «Сл. Белупо» — «Карловац» | 3:0 |

| 7-й тур, 10 вересня 2011. |     |
| «Карловац» — «Інтер» З    | 0:1 |
| «Осієк» — «Сл. Белупо»    | 2:0 |
| «Лучко» — «Цибалія»       | 0:1 |
| «Хайдук» — «Динамо» З     | 1:1 |
| «Вараждин» — «Спліт»      | 1:2 |
| «Локомотива» — «Загреб»   | 2:3 |
| «Шибеник» — «Істра»       | 0:0 |
| «Задар» — «Рієка»         | 4:4 |

| 8-й тур, 17 вересня 2011. |     |
| «Інтер» З — «Рієка»       | 1:0 |
| «Істра» — «Задар»         | 1:1 |
| «Загреб» — «Шибеник»      | 1:1 |
| «Спліт» — «Локомотива»    | 1:0 |
| «Динамо» З — «Вараждин»   | 7:0 |
| «Цибалія» — «Хайдук»      | 0:2 |
| «Сл. Белупо» — «Лучко»    | 1:1 |
| «Карловац» — «Осієк»      | 2:0 |

| 9-й тур, 24 вересня 2011. |     |
| «Осієк» — «Інтер» З       | 1:0 |
| «Лучко» — «Карловац»      | 1:0 |
| «Хайдук» — «Сл. Белупо»   | 4:1 |
| «Вараждин» — «Цибалія»    | 0:1 |
| «Локомотива» — «Динамо» З | 1:2 |
| «Шибеник» — «Спліт»       | 1:2 |
| «Задар» — «Загреб»        | 1:0 |
| «Рієка» — «Істра»         | 0:0 |

| 10-й тур,1 жовтня 2011.   |     |
| «Інтер» З — «Істра»       | 1:1 |
| «Загреб» — «Рієка»        | 2:1 |
| «Спліт» — «Задар»         | 3:1 |
| «Динамо» З — «Шибеник»    | 2:1 |
| «Цибалія» — «Локомотива»  | 1:0 |
| «Сл. Белупо» — «Вараждин» | 1:0 |
| «Карловац» — «Хайдук»     | 1:1 |
| «Осієк» — «Лучко»         | 2:2 |

| 11-й тур, 15 жовтня 2011.   |     |
| «Лучко» — «Інтер» З         | 2:0 |
| «Хайдук» — «Осієк»          | 3:1 |
| «Вараждин» — «Карловац»     | 0:1 |
| «Локомотива» — «Сл. Белупо» | 0:0 |
| «Шибеник» — «Цибалія»       | 3:0 |
| «Задар» — «Динамо» З        | 2:1 |
| «Рієка» — «Спліт»           | 2:0 |
| «Істра» — «Загреб»          | 0:1 |

| 12-й тур, 22 жовтня 2011. |     |
| «Інтер» З — «Загреб»      | 3:1 |
| «Спліт» — «Істра»         | 3:1 |
| «Динамо» З — «Рієка»      | 2:0 |
| «Цибалія» — «Задар»       | 2:0 |
| «Сл. Белупо» — «Шибеник»  | 1:0 |
| «Карловац» — «Локомотива» | 0:1 |
| «Осієк» — «Вараждин»      | 2:2 |
| «Лучко» — «Хайдук»        | 0:3 |

| 13-й тур, 29 жовтня 2011. |     |
| «Хайдук» — «Інтер» З      | 1:2 |
| «Вараждин» — «Лучко»      | 0:2 |
| «Локомотива» — «Осієк»    | 1:4 |
| «Шибеник» — «Карловац»    | 4:1 |
| «Задар» — «Сл. Белупо»    | 1:3 |
| «Рієка» — «Цибалія»       | 1:1 |
| «Істра» — «Динамо» З      | 0:2 |
| «Загреб» — «Спліт»        | 0:2 |

| 14-й тур, 05 листопада 2011. |     |
| «Інтер» З — «Спліт»          | 0:3 |
| «Динамо» З — «Загреб»        | 1:0 |
| «Цибалія» — «Істра»          | 1:0 |
| «Сл. Белупо» — «Рієка»       | 1:0 |
| «Карловац» — «Задар»         | 2:0 |
| «Осієк» — «Шибеник»          | 0:0 |
| «Лучко» — «Локомотива»       | 2:2 |
| «Хайдук» — «Вараждин»        | 3:0 |

| 15-й тур, 19 листопада 2011. |      |
| «Вараждин» — «Інтер» З       | 3:2  |
| «Локомотива» — «Хайдук»      | 1:0  |
| «Шибеник» — «Лучко»          | 1:1  |
| «Задар» — «Осієк»            | 2:1  |
| «Рієка» — «Карловац»         | 3:01 |
| «Істра» — «Сл. Белупо»       | 2:1  |
| «Загреб» — «Цибалія»         | 1:1  |
| «Спліт» — «Динамо» З         | 0:3  |

| 16-й тур, 26.studenog2011. |     |
| «Інтер» З — «Динамо» З     | 0:0 |
| «Спліт» — «Цибалія»        | 1:1 |
| «Загреб» — «Сл. Белупо»    | 1:1 |
| «Істра» — «Карловац»       | 2:0 |
| «Рієка» — «Осієк»          | 1:0 |
| «Задар» — «Лучко»          | 1:0 |
| «Шибеник» — «Хайдук»       | 1:2 |
| «Локомотива» — «Вараждин»  | 1:0 |

| 17-й тур, 3 грудня 2011. |     |
| «Локомотива» — «Інтер» З | 2:0 |
| «Вараждин» — «Шибеник»   | 2:1 |
| «Хайдук» — «Задар»       | 1:0 |
| «Лучко» — «Рієка»        | 1:1 |
| «Осієк» — «Істра»        | 2:1 |
| «Карловац» — «Загреб»    | 3:3 |
| «Сл. Белупо» — «Спліт»   | 2:0 |
| «Цибалія» — «Динамо» З   | 2:2 |

| 18-й тур, 21 березня 2012. |     |
| «Інтер» З — «Цибалія»      | 1:1 |
| «Динамо» З — «Сл. Белупо»  | 2:0 |
| «Спліт» — «Карловац»       | 3:1 |
| «Загреб» — «Осієк»         | 2:2 |
| «Істра» — «Лучко»          | 2:0 |
| «Рієка» — «Хайдук»         | 0:3 |
| «Задар» — «Вараждин»       | 2:0 |
| «Шибеник» — «Локомотива»   | 0:1 |

| 19-й тур, 25 лютого 2012. |      |
| «Шибеник» — «Інтер» З     | 2:0  |
| «Локомотива» — «Задар»    | 3:0  |
| «Вараждин» — «Рієка»      | 0:31 |
| «Хайдук» — «Істра»        | 1:1  |
| «Лучко» — «Загреб»        | 0:1  |
| «Осієк» — «Спліт»         | 3:2  |
| «Карловац» — «Динамо» З   | 0:3  |
| «Сл. Белупо» — «Цибалія»  | 0:1  |

| 20-й тур, 03 березня 2012. |     |
| «Інтер» З — «Сл. Белупо»   | 0:1 |
| «Цибалія» — «Карловац»     | 2:0 |
| «Динамо» З — «Осієк»       | 1:0 |
| «Спліт» — «Лучко»          | 1:1 |
| «Загреб» — «Хайдук»        | 2:4 |
| «Істра» — «Вараждин»       | 2:1 |
| «Рієка» — «Локомотива»     | 0:0 |
| «Задар» — «Шибеник»        | 0:1 |

| 21-й тур, 10 березня 2012. |     |
| «Задар» — «Інтер» З        | 2:1 |
| «Шибеник» — «Рієка»        | 2:2 |
| «Локомотива» — «Істра»     | 0:2 |
| «Вараждин» — «Загреб»      | 2:3 |
| «Хайдук» — «Спліт»         | 0:0 |
| «Лучко» — «Динамо» З       | 0:4 |
| «Осієк» — «Цибалія»        | 1:2 |
| «Карловац» — «Сл. Белупо»  | 0:0 |

| 22-й тур, 18 березня 2012. |     |
| «Сл. Белупо» — «Осієк»     | 2:0 |
| «Цибалія» — «Лучко»        | 1:3 |
| «Динамо» З — «Хайдук»      | 2:1 |
| «Спліт» — «Вараждин»       | 2:2 |
| «Загреб» — «Локомотива»    | 0:0 |
| «Істра» — «Шибеник»        | 2:1 |
| «Рієка» — «Задар»          | 0:1 |
| «Інтер» З — «Карловац»     | 4:0 |

| 23-й тур, 24 березня 2012. |     |
| «Рієка» — «Інтер» З        | 1:0 |
| «Задар» — «Істра»          | 0:0 |
| «Шибеник» — «Загреб»       | 2:1 |
| «Локомотива» — «Спліт»     | 1:0 |
| «Вараждин» — «Динамо» З    | 0:4 |
| «Хайдук» — «Цибалія»       | 1:0 |
| «Лучко» — «Сл. Белупо»     | 1:1 |
| «Осієк» — «Карловац»       | 1:1 |

| 24-й тур, 31 березня 2012. |     |
| «Інтер» З — «Осієк»        | 2:0 |
| «Карловац» — «Лучко»       | 0:0 |
| «Сл. Белупо» — «Хайдук»    | 1:1 |
| «Цибалія» — «Вараждин»     | 3:0 |
| «Динамо» З — «Локомотива»  | 6:0 |
| «Спліт» — «Шибеник»        | 2:0 |
| «Загреб» — «Задар»         | 2:0 |
| «Істра» — «Рієка»          | 0:0 |

| 25-й тур, 07 квітня 2012. |     |
| «Істра» — «Інтер» З       | 2:1 |
| «Рієка» — «Загреб»        | 0:1 |
| «Задар» — «Спліт»         | 2:1 |
| «Шибеник» — «Динамо» З    | 0:3 |
| «Локомотива» — «Цибалія»  | 1:2 |
| «Вараждин» — «Сл. Белупо» | 0:3 |
| «Хайдук» — «Карловац»     | 1:0 |
| «Лучко» — «Осієк»         | 2:2 |

| 26-й тур, 24 квітня 2012.   |     |
| «Інтер» З — «Лучко»         | 1:1 |
| «Осієк» — «Хайдук»          | 2:1 |
| «Карловац» — «Вараждин»     | 3:0 |
| «Сл. Белупо» — «Локомотива» | 3:1 |
| «Цибалія» — «Шибеник»       | 5:1 |
| «Динамо» З — «Задар»        | 1:1 |
| «Спліт» — «Рієка»           | 2:0 |
| «Загреб» — «Істра»          | 2:1 |

| 27-й тур, 21 квітня 2012. |     |
| «Загреб» — «Інтер» З      | 2:1 |
| «Істра» — «Спліт»         | 2:0 |
| «Рієка» — «Динамо» З      | 1:1 |
| «Задар» — «Цибалія»       | 1:0 |
| «Шибеник» — «Сл. Белупо»  | 1:1 |
| «Локомотива» — «Карловац» | 2:1 |
| «Вараждин» — «Осієк»      | 0:3 |
| «Хайдук» — «Лучко»        | 1:2 |

| 28-й тур, 28 квітня 2012. |     |
| «Інтер» З — «Хайдук»      | 1:0 |
| «Лучко» — «Вараждин»      | 3:0 |
| «Осієк» — «Локомотива»    | 1:1 |
| «Карловац» — «Шибеник»    | 1:0 |
| «Сл. Белупо» — «Задар»    | 2:0 |
| «Цибалія» — «Рієка»       | 2:0 |
| «Динамо» З — «Істра»      | 4:1 |
| «Спліт» — «Загреб»        | 2:0 |

| 29-й тур, 05 травня 2012. |     |
| «Спліт» — «Інтер» З       | 1:0 |
| «Загреб» — «Динамо» З     | 0:3 |
| «Істра» — «Цибалія»       | 3:0 |
| «Рієка» — «Сл. Белупо»    | 1:1 |
| «Задар» — «Карловац»      | 2:2 |
| «Шибеник» — «Осієк»       | 1:1 |
| «Локомотива» — «Лучко»    | 2:2 |
| «Вараждин» — «Хайдук»     | 0:3 |

| 30-й тур, 12 травня 2012. |     |
| «Інтер» З — «Вараждин»    | 3:0 |
| «Хайдук» — «Локомотива»   | 0:1 |
| «Лучко» — «Шибеник»       | 0:0 |
| «Осієк» — «Задар»         | 5:0 |
| «Карловац» — «Рієка»      | 1:2 |
| «Сл. Белупо» — «Істра»    | 2:2 |
| «Цибалія» — «Загреб»      | 0:2 |
| «Динамо» З — «Спліт»      | 0:0 |

## Бомбардири
15 голів
- Фатос Бечірай («Динамо» З)

12 голів
- Анте Вукушич («Хайдук»)

10 голів
- Іван Крстанович («Динамо» З)
- Іван Сантіні («Задар»)

9 голів
- Дамир Крейлах («Рієка»)

8 голів
- Стипе Бачелич-Гргич («Шибеник», «Істра 1961»)
- Младен Бартолович («Цибалія»)
- Дує Чоп («Спліт»)
- Санді Кричман («Рієка», «Істра 1961»)
- Марин Томасов («Хайдук»)